# Коацоло
Коацоло (итал. Coazzolo) је насеље у Италији у округу Асти, региону Пијемонт.
Према процени из 2011. у насељу је живело 115 становника. Насеље се налази на надморској висини од 275 м.

## Становништво
| 1936. | 1951. | 1961. | 1971. | 1981. | 1991. | 2001. | 2011. |
| ----- | ----- | ----- | ----- | ----- | ----- | ----- | ----- |
| 508   | 443   | 353   | 272   | 268   | 282   | 300   | 316   |